# Francisco Nieto
Francisco Nieto Sánchez (Baza, Andalucía, España; 28 de agosto de 1948), conocido como Nieto, es un exfutbolista español. Jugaba de extremo.

## Trayectoria
En 1964 se unió a las inferiores del FC Barcelona procedente del Centro de Deportes Suria. Jugó en el Barça hasta la 1970, pasando por el Atlético Cataluña y el primer equipo en 1969.
Tras su salida del club, jugó cuatro temporadas en la segunda división en el Rayo Vallecano. Volvió a Cataluña al CE Manresa y el Girona FC, donde se retiró en 1978.

## Clubes
| Club           | País   | Año       |
| -------------- | ------ | --------- |
| Barcelona      | España | 1968-1969 |
| CD Condal      | España | 1969-1970 |
| Rayo Vallecano | España | 1970-1974 |
| CE Manresa     | España | 1974-1976 |
| Girona FC      | España | 1976-1978 |

## Estadísticas
ref.
| FC Barcelona · España                                                                                  |               |               |     |    |    |   |   |     |     |    |
| 1.ª | 1968-69       | 3             | 1   | -  | -  | - | - | 3   | 1   |    |
| Total club                                                                                             | Total club    | 3             | 1   | 0  | 0  | 0 | 0 | 3   | 1   |    |
| Rayo Vallecano · España                                                                                |               |               |     |    |    |   |   |     |     |    |
| 2.ª | 1970-71       | 33            | 6   | 6  | 0  | - | - | 39  | 6   |    |
| 2.ª | 1971-72       | 30            | 1   | 3  | 1  | - | - | 33  | 2   |    |
| 2.ª | 1972-73       | 35            | 1   | 6  | 0  | - | - | 41  | 1   |    |
| 2.ª | 1973-74       | 20            | 0   | 7  | 0  | - | - | 27  | 0   |    |
| Total club                                                                                             | Total club    | 118           | 8   | 22 | 1  | 0 | 0 | 140 | 9   |    |
| Total carrera                                                                                          | Total carrera | Total carrera | 121 | 9  | 22 | 1 | 0 | 0   | 143 | 10 |
| (1) Incluye datos de la promoción de ascenso (1973-74). (2) Incluye datos de la Copa del Generalísimo. |               |               |     |    |    |   |   |     |     |    |